# 塚越友子
塚越 友子（つかこし ともこ - ）は、スイス、バーゼル生まれの心理カウンセラー、東京中央カウンセリング主宰。

## 略歴
- 1992年よりホステスに転身[2]。
- 2014年6月1日、オスカープロモーション所属になる[1]。
- 2020年1月、アスリート・マーケティング株式会社に所属[3]。

## 書籍

### 水希名義
- 銀座No1ホステスの心をつかむ話し方（だいわ文庫）ISBN 978-4-76-961015-1
- 銀座No.1ホステスの上品な好かれ方（だいわ文庫）ISBN 978-4-47930586-6
- 銀座No.1ホステスの大切な恋の続け方（だいわ文庫）ISBN 978-4-47930621-4
- 元銀座No.1ホステスの心理カウンセラーが教える「彼の心を動かす話し方」（廣済堂出版）

### 塚越友子名義
- 辞める前に読む！今日から使える職場の深層心理。人間関係の不満がなくなるわりきりテクニック32 （世界文化社）ISBN 978-4-41813600-1
- 3秒で人に好かれる相づちのうち方（主婦の友社）ISBN 978-4-07401420-0
- モテる男の即効フレーズ（講談社α文庫）ISBN 978-4-06281591-8

### テレビ出演
- Rの法則（2012年10月 - 2017年3月）[4]
- ナカイの窓（2012年10月10日 - 2017年4月12日）[4]
- バイキング（不定期）[5]
- モーニングCROSS（2015年11月 - 2017年3月）[6]

## イベント
- スルガ銀行主催「職場の困った人たちから解放されるビジネス心理術」（2016年2月2日、東京ミッドタウン）[7]
- 日経ウーマノミクス・プロジェクト主催・働く女性向けイベント「営業女子のための異業種交流会 in 大阪」（2019年3月10日）[8]